# Червенские города

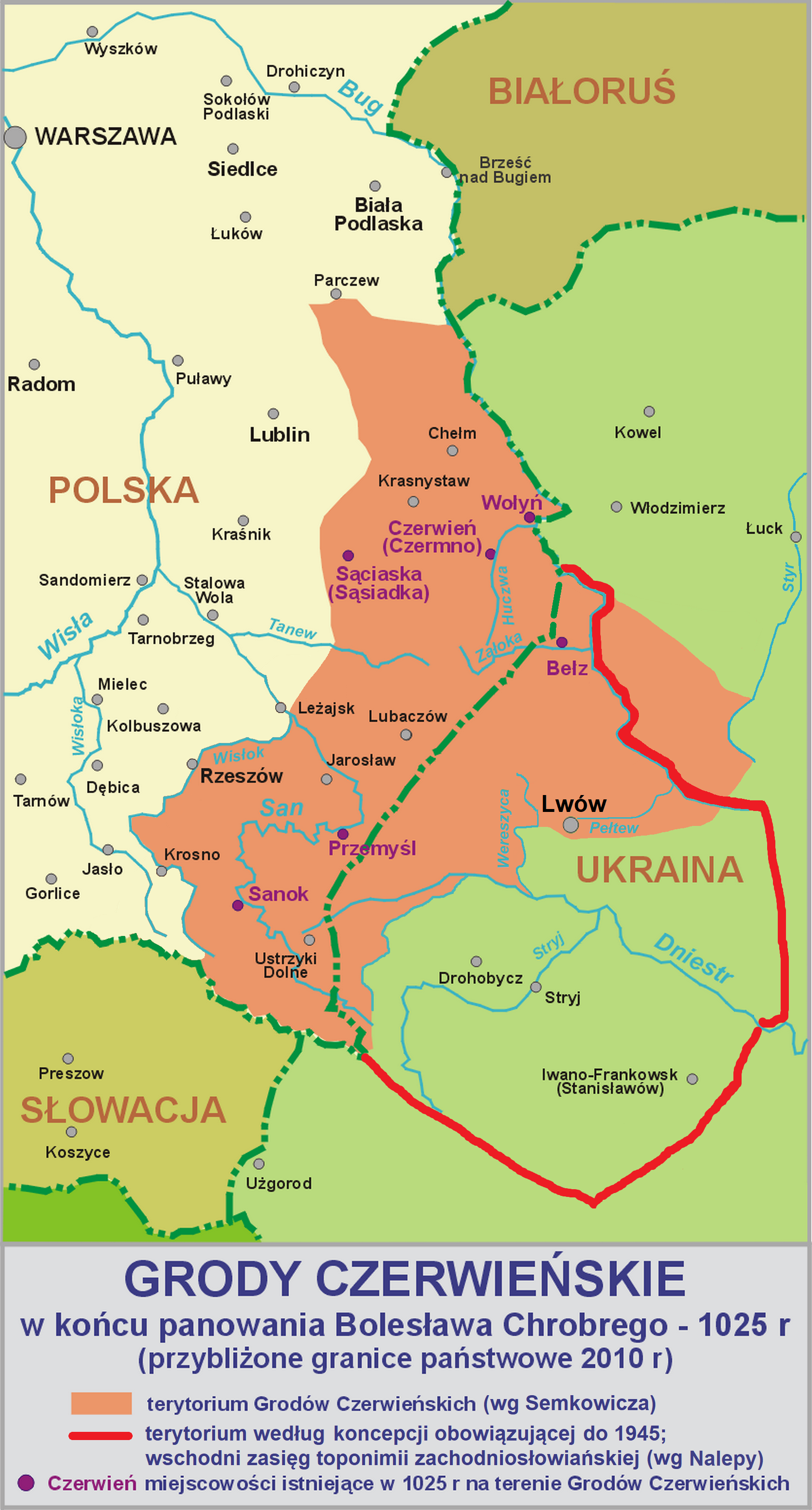
Возможный охват Червенских городов в соответствии с гипотезой отождествления Червена с цитаделью в Чермно, польская схема

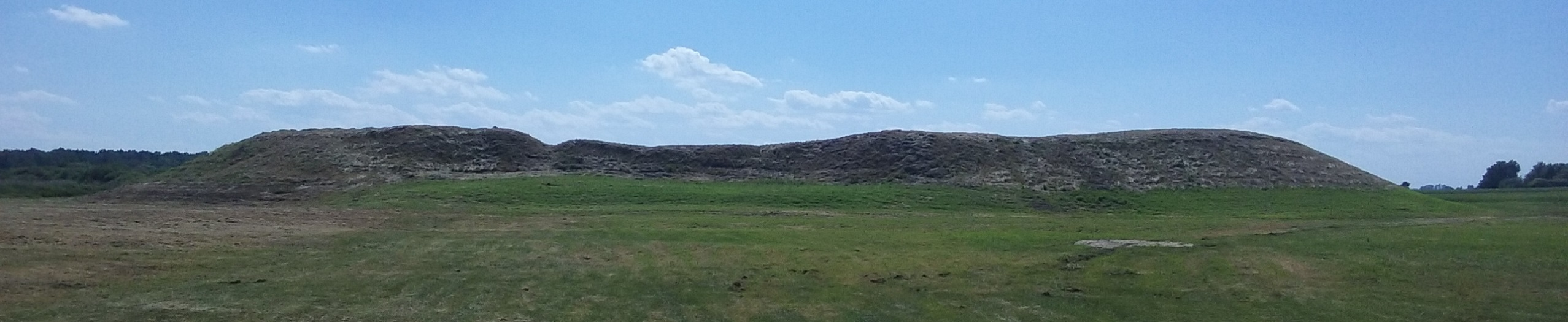
Городище древнего Червена

Черве́нские города́ — в русских летописях название группы городов в верхнем течении Западного Буга и верховьях реки Сан, в южной части Забужья или Забужской Руси.
Название происходит от города Черве́н (от Червна́) — одного из крупнейших (был главным городом области, особого княжества не составляли) среди них.

## История
Впервые «Червенские города» упоминаются в 981 году, когда князь новгородский и киевский Владимир I Святославич в результате своего похода на Польшу присоединил их к Руси.

«Иде Володимер к ляхомъ и зая грады ихъ: Перемышль, Червенъ и ины городы, иже суть до сего дне подъ Русью».— «Повесть временных лет»
В 1018 году Святополк отдал их Болеславу I в благодарность за его поход на Киев и помощь в захвате княжеской власти и киевского престола в 1017 году, однако в 1031 году (1030) они были возвращены в результате похода Ярослава Мудрого на Польшу. Часть Червенских городов впоследствии вошла в состав Галицкого княжества, другая — земли Холмской. В период междоусобной борьбы и феодальной раздробленности Руси города входили в состав Волынского и Галицко-Волынского княжества, в XIV веке их вновь захватило Польское королевство. Область Червенских городов была впоследствии известна как Червонная Русь. Сегодня эти города находятся на территориях современных Польши и Украины.

## Города, причисляющиеся к Червенским
Червенские города включали в себя Червен, Волынь, Холм, Белз, Сутейск, Комов, Ярослав, Угровеск, Щекарев, Столпье, Всеволож, Верещин, Володаву, Перемышль, Ряшев, Грубешев, Любачев, Санок, Переворск, Городло, Коросно и другие.